# Liste von Denkmälern in Iran
Dies ist eine Liste von Denkmälern in Iran. Sie folgt der List of the Archaeological Sites and Historical Monuments (englisch für „Liste der archäologischen Stätten und historischen Denkmäler“). Die englischen Schreibungen des Originals wurden der Einheitlichkeit und Übersichtlichkeit halber bei den Namen der Denkmäler beibehalten. Die Schreibungen der Ortsnamen entsprechen dem aktuellen Stand, da in der Zwischenzeit mehrere administrative Änderungen in der Verwaltungsgliederung vorgenommen worden sind.
Einen vollständigeren Überblick über die „Nationalen Denkmäler von Iran“ (persisch آثار ملی ایران, DMG Āṯār-e Mellī-e Īrān) liefert Iranshahr, Encyclopaedia of the Iranian Architectural History mit über 20.000 Denkmälern.
Die folgende Übersicht bietet a) Namen, b) Ort und c) Zeit (jeweils nach den englischen Schreibungen in Nosratollah Meshkati). Zusätzlich finden sich weitere Hinweise (Weblinks etc.).

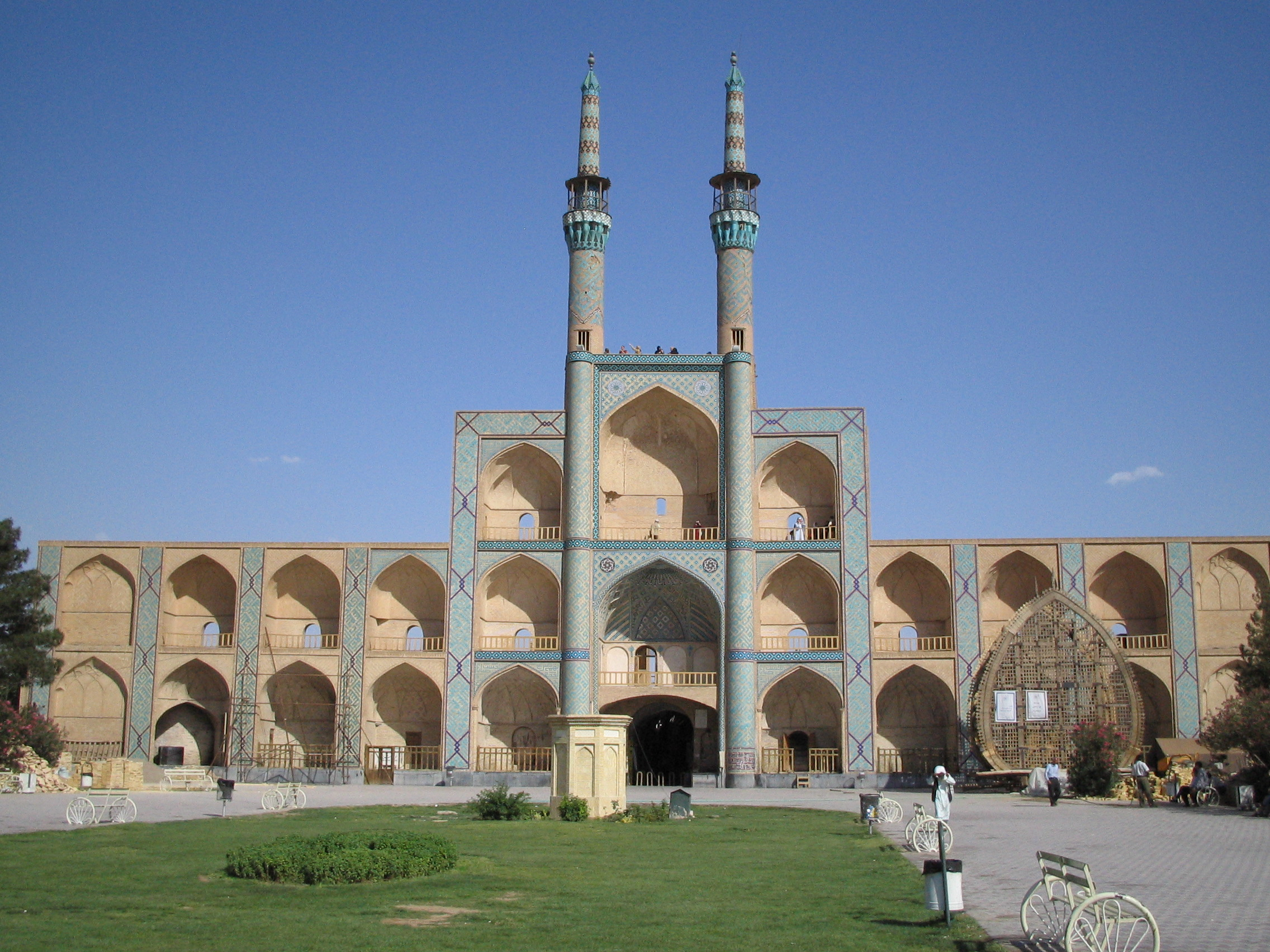
Portal und Minarette der Tekiyeh Amir Chaqmaq in Yazd, Iran (Nationales Denkmal, Reg. No. 403)

## Übersicht

### Feuertempel
Diese Liste der Feuertempel stammt aus dem Werk von Meshkati, S. 294 f.
| Name (deutsch)                            | Name (laut Meshkati)                      | Ort                                              | Zeit                                     | Weblinks | Bild |
| ----------------------------------------- | ----------------------------------------- | ------------------------------------------------ | ---------------------------------------- | -------- | ---- |
| Tacht-e Suleiman                          | Takht-i Sulaiman, oder auch Azar-Gushnasb | Provinz West-Aserbaidschan                       | Parther, Sassaniden, Mongolen (Moghulen) |          |      |
| Feuertempel von Isfahan                   | Ateschgah                                 | Provinz Isfahan                                  | Sassaniden, Mongolen (Moghulen)          |          |      |
| Bazeh-Hur                                 | Bazeh-Hur                                 | Rebat-Sefid; Provinz Razavi-Chorasan             | Sassaniden                               | Foto     |      |
| Tschahar-Taqi Borzu                       | Chahar-Taqi Borzu                         | Arak; Provinz Markazi                            | Sassaniden                               |          |      |
|                                           | Chafing-dish Stand                        | Pasargadae; Provinz Fars                         | Achämeniden                              |          |      |
|                                           | Stone chafing-dish                        | Persepolis; Provinz Fars                         | Achämeniden                              |          |      |
|                                           | Stone chafing-dish                        | Firuzbad; Provinz Fars                           | Sassaniden                               |          |      |
| Feuertempel von Muk                       | Fire temple                               | Muk (zwischen Firuzabad und Siraf); Provinz Fars | Sassaniden                               |          |      |
| Feuertempel von Kazerun                   | Fire temple                               | Kāzerūn; Provinz Fars                            | Sassaniden                               |          |      |
| Feuertempel von Jorreh                    | Jorreh Fire Temple                        | Jorreh; Provinz Fars                             | Sassaniden                               |          |      |
| Feuertempel mit Kuppel                    | Domed Fire Temple                         | Faraschband; Provinz Fars                        | Sassaniden                               |          |      |
| Mehrere andere Feuertempel in Faraschband | Several Fire Temples                      | Faraschband; Provinz Fars                        | Sassaniden                               |          |      |
| Tschahar-Taqi                             | Chahr-Taqi Fire Temple                    | Beim Dorf Fischur westlich von Lar               | Sassaniden                               |          |      |
| Tang-e Karm                               | Tang-i Karm                               | Fasa; Provinz Fars                               | Sassaniden                               |          |      |
| Feuertempel von Kotar-Siah                | Kotar-Siah Fire temple                    | Zwischen Firuzabad und Siraf; Provinz Fars       | Sassaniden                               |          |      |
|                                           | Stone chafing-dish                        | Semirom; Provinz Isfahan                         | Achämeniden                              |          |      |
|                                           | Atash-kuh Fire Temple                     | Mahallat; Provinz Markazi                        | Sassaniden                               |          |      |
| Feuertempel von Qal’eh Kohneh             | Qal’eh Kohneh Fire Temple                 | Kaschan; Provinz Isfahan                         | Sassaniden                               |          |      |
| Feuertempel von Niasar                    | Niasar Fire Temple                        | Kaschan; Provinz Isfahan                         | Sassaniden                               |          |      |
| Feuertempel von Kuschk                    | Kushk Fire Temple                         | Natanz; Provinz Isfahan                          | Sassaniden                               |          |      |
| Feuertempel von Masdsched Soleyman        | Atashkadeh                                | Masdsched Soleyman; Provinz Chuzestan            | Parther, Sassaniden                      |          |      |
| Feuertempel von Mil-Azhdaha               | Mil-Azhdaha Fire Temple                   | Nurabad; Provinz Fars                            | Parther                                  |          |      |
| Feuertempel von Nimur                     | Atashkadeh                                | Nimur; Dilidschan; Provinz Isfahan               | Sassaniden                               |          |      |
| Tschahar-Taqi                             | Chahar-Taqi                               | Izadchāst; Provinz Fars                          | Sassaniden                               |          |      |
| Tschahar-Taqi                             | Chahar-Taqi                               | Chair-Abad; Provinz Chuzestan                    | Sassaniden                               |          |      |
| Tschahar-Taqi Badr-Neschandeh             | Chahar Taqi Badr-Neshandeh                | Maidan-i Naft; Provinz Chuzestan                 | Parther                                  |          |      |
| Feuertempel von Karkuy                    | Karkuy Fire Temple                        | Karkuy; Provinz Sistan und Belutschistan         | Sassaniden                               | Foto     |      |
| Feuertempel von Bischapur                 | Bishapur Fire Temple                      | Schapur; Provinz Fars                            | Sassaniden                               |          |      |
| Feuertempel des Kuh-e Chwadscheh          | Kuh-i Khwajeh Fire Temple                 | Am Hamun-See; Provinz Sistan und Belutschistan   | Parther                                  | Foto     |      |

### Minarette
Diese Liste der Minarette stammt aus dem Werk von Meshkati, S. 295 f.
| Name (deutsch)                           | Name (laut Meshkati)            | Ort                                  | Zeit                         | Weblinks | Bild |
| ---------------------------------------- | ------------------------------- | ------------------------------------ | ---------------------------- | -------- | ---- |
| Minarett der Imam-Hassan-Moschee         | Minaret of Masjid-i Imam Hasan  | Ardestan; Provinz Isfahan            | Seldschuken                  | Foto     |      |
| Minarett der vierzig Jungfrauen          | Minaret Tschehel Dochtaran      | Provinz Isfahan                      | Seldschuken                  |          |      |
| Minarett von Sareban                     | Minaret Sareban                 | Provinz Isfahan                      | Seldschuken                  |          |      |
| Minarett von Rahrovan                    | Minaret Rahrovan                | Provinz Isfahan                      | Seldschuken                  |          |      |
| Minarett von Ghar                        | Minaret Ghar                    | Ghar-Distrikt; Provinz Isfahan       | 6. Jhd. AH = 12. Jhd.        |          |      |
| Minarett von Ziar                        | Minaret Ziar                    | Ziar-Distrikt; Provinz Isfahan       | Mitte 6. Jhd. AH             |          |      |
| Do Minar Dar                             | Do Minar (Minar Jonban)         | Karladan; Provinz Isfahan            | 8. Jhd. AH = 14. Jhd.        |          |      |
| Do Minar Dar al-Ziafa                    | Do Minar Dar al-Ziafa           | Provinz Isfahan                      | Mitte 8. Jhd. AH             |          |      |
| Minarett von Bagh-e Qusch-Chaneh         | Minaret Bagh-e Qusch-Chaneh     | Provinz Isfahan                      | Mongolen (Moghulen)          |          |      |
| Do Minar Dar Dascht                      | Do Minar Dar Dasht              | Dar-Dascht; Provinz Isfahan          | 8. Jhd. AH                   |          |      |
| Minarett von Masdschid-i Barsian         | Minaret of Majid-i Barsian      | Barsian; Provinz Isfahan             | spätes 5. Jhd. AH = 11. Jhd. |          |      |
| Minarett von Masdschid-i ‘Ali            | Minaret of Masjid-i ‘Ali        | Provinz Isfahan                      | Seldschuken                  |          |      |
| Minarett von Masdschid-i Sin             | Minaret of Masjid-i Sin         | Im Dorf Sin; Provinz Isfahan         | Seldschuken                  |          |      |
| Minarett der Freitagsmoschee von Zavare  | Minaret of Masjid-i Jame’       | Zavare; Provinz Isfahan              | Seldschuken                  |          |      |
| Minarett von Masdschid-i Schaya          | Minaret of Masjid-i Sha’ya      | Provinz Isfahan                      | Seldschuken                  |          |      |
| Goldasteh-Minarette                      | Goldasteh Minaret               | Imamzadeh Ismail; Provinz Isfahan    | Seldschuken                  |          |      |
| Minarett von Gaz                         | Gaz Minaret                     | Im Dorf Gaz; Provinz Isfahan         | Seldschuken                  |          |      |
|                                          | Stone-base Minaret              | Außerhalb von Chorramabad            | 5. Jhd. AH = 11. Jhd.        |          |      |
| Tari Chaneh                              | Minaret of Masjid-i Tari-Khaneh | Damghan; Provinz Semnan              | 6. Jhd. AH = 12. Jhd.        |          |      |
| Minarett der Freitagsmoschee von Damghan | Minaret of Masjid-i Jame’       | Damghan; Provinz Semnan              | 6. Jhd. AH = 12. Jhd.        |          |      |
| Minarett von Masdschid-i Maidan          | Minaret of Masjid-i Maidan      | Saveh; Provinz Markazi               | Mitte 5. Jhd. AH             |          |      |
| Minarett der Freitagsmoschee             | Minaret of Masjid-i Jum’eh      | Saveh; Provinz Markazi               | frühes 6. Jhd. AH            |          |      |
|                                          | Minaret                         | Sabzewar; Provinz Razavi-Chorasan    | spätes 6. Jhd. AH            |          |      |
| Chosrow-Gard-Minarette                   | Khosrow-Gard Minaret            | Chosrowgard; Provinz Razavi-Chorasan | spätes 6. Jhd. AH            | Foto     |      |
| Seldschukisches Minarett                 | Saljukid Minaret                | Sehman                               | Seldschuken                  |          |      |
| Sang-Bast-Minarette                      | Sang-Bast Minaret               | Sangbast; Provinz Razavi-Chorasan    | Ghaznawiden                  |          |      |
|                                          | Minaret                         | Pamenar; Provinz Teheran             | 13. Jhd. AH = 19. Jhd.       |          |      |
| Minarett von Firuzabad                   | Firuz-Abad Minaret              | Firuzabad; Provinz Chorasan          | Seldschuken                  |          |      |
| Minarett der Freitagsmoschee von Kaschan | Minaret of Masjid-i Jum’eh      | Kaschan; Provinz Isfahan             | Seldschuken                  |          |      |
| Zain-al-Din-Minarette                    | Zain al-Din Minaret             | Golschan; Provinz Chorasan           | Seldschuken                  |          |      |
| Panjeh-Schah-Minarette                   | Panjeh-Shah Minaret             | Kaschan; Provinz Isfahan             | 5. Jhd. AH = 11. Jhd.        |          |      |
| Schahr-Minarette                         | Shahr Minaret                   | Golpayegan; Provinz Isfahan          | Seldschuken                  |          |      |
| Minarett von Madresseh Do-Minar          | Minaret of Madresseh Do-Minar   | Kaschan; Provinz Isfahan             | Seldschuken                  |          |      |

Weblinks
- Historical Minarets in Iran

### Historische Türme
Diese Liste der historischen Türme stammt aus dem Werk von Meshkati, S. 297 f.
| Name (deutsch) | Name (laut Meshkati)         | Ort                                       | Zeit                                      | Weblinks | Bild |
| -------------- | ---------------------------- | ----------------------------------------- | ----------------------------------------- | -------- | ---- |
|                | The Radekan Mil or Mausoleum | Kordkuy; Provinz Golestan                 | frühes 5. Jhd. AH = 11. Jhd.              | Foto     |      |
| Gonbad-e Qabus | Mil-i Qabus                  | Gonbad-e Qabus; Provinz Golestan          | 4. Jhd. AH = 10. Jhd. (‘Al-i Ziar period) |          |      |
|                | Mil-i Akhanjan               | Nördlich von Tūs; Provinz Razavi-Chorasan | 9. Jhd. AH = 15. Jhd                      |          |      |
|                | Mil-i Naderi                 | Fahradsch; Provinz Kerman                 | 12. Jhd. AH = 18. Jhd                     |          |      |
|                | Mil-i Qasem-Abad             | Zābol; Provinz Sistan und Belutschistan   | 6. Jhd. AH = 12. Jhd                      | Foto     |      |

### Historische Denkmäler, Bas-Reliefs und Grotten
Diese Liste der historischen Denkmäler, Bas-Reliefs und Grotten stammt aus dem Werk von Meshkati, S. 297 f.
| Name (deutsch)                              | Name (laut Meshkati)                                           | Ort                                               | Zeit                                        | Weblinks           | Bild |
| ------------------------------------------- | -------------------------------------------------------------- | ------------------------------------------------- | ------------------------------------------- | ------------------ | ---- |
|                                             | Ask                                                            | Behbahan; Provinz Chuzestan                       | Sassaniden                                  |                    |      |
| Arrajān                                     | Arrejan                                                        | Zwischen Arrejan und Rāmhormoz; Provinz Chuzestan | Sassaniden                                  |                    |      |
|                                             | Hendijan                                                       | Provinz Chuzestan                                 | Sassaniden                                  |                    |      |
| Die Ruinen von Hormozd-Ardaschir            | The Hormozd-Ardashir Ruins                                     | Provinz Chuzestan                                 | Sassaniden                                  |                    |      |
|                                             | Aiwan Karkheh                                                  | Provinz Chuzestan                                 | Sassaniden                                  |                    |      |
| Taq-e Nosrat                                | Taq-i Nosrat                                                   | Provinz Chuzestan                                 | Sassaniden                                  |                    |      |
| Die Ruinen von Susa                         | Shush Ruins                                                    | Ahvaz; Provinz Chuzestan                          | prähistorisch & Achämeniden                 |                    |      |
| Die Ruinen von Ardestan                     | Ardestan Ruins                                                 | Provinz Isfahan                                   | Sassaniden                                  |                    |      |
| Das antike Istachr                          | Ancient Istakhr                                                | Provinz Fars                                      | Achämeniden & danach                        |                    |      |
| Persepolis                                  | Takht-i Jamshid (Persepolis)                                   | Schiras; Provinz Fars                             | Achämeniden                                 |                    |      |
|                                             | The Shaikh ‘Ali Grotto                                         | Schiras; Provinz Fars                             | Achämeniden                                 |                    |      |
|                                             | Qal’eh Dahyeh                                                  | Bei Dārāb; Provinz Fars                           | Sassaniden                                  |                    |      |
| Naqsch-e Rostam                             | Naqsh-i Rustam                                                 | Marvdascht; Provinz Fars                          | Sassaniden                                  |                    |      |
| Naqsch-e Radschab                           | Naqsh-i Rajab                                                  | Marvdascht; Provinz Fars                          | Sassaniden                                  |                    |      |
| Tang-e Ab                                   | Tang-i Ab (two Bas-Reliefs)                                    | Firuzabad; Provinz Fars                           | Sassaniden                                  |                    |      |
| Kolossal-Statue Schapurs I.                 | The Shapur Grotto & Statue                                     | Kāzerūn; Provinz Fars                             | Sassaniden                                  |                    |      |
|                                             | Tang-i Chaugan (Bas-Relief)                                    | Kāzerūn; Provinz Fars                             | Sassaniden                                  |                    |      |
| Die Ruinen von Bischapur                    | Bishapur Ruins                                                 | Kazerun; Provinz Fars                             | Sassaniden                                  |                    |      |
|                                             | Palace of Abu-Nasr (Takht-i Madar-i Sulaiman)                  | Kazerun; Provinz Fars                             | Achämeniden                                 |                    |      |
| Kurangun                                    | Kurangun reliefs                                               | Mamasani; Provinz Fars                            | Elamiten                                    |                    |      |
|                                             | Gor-i Dokhtar                                                  | Sar Maschad; Provinz Fars                         | Achämeniden                                 |                    |      |
| Pasargadae                                  | Pasargadae                                                     | Schiras; Provinz Fars                             | Achämeniden                                 |                    |      |
|                                             | Gor-i Qadim (The site of the city of Gor or Jur)               | Firuzabad; Provinz Fars                           | Sassaniden                                  |                    |      |
|                                             | The Sar Mashad reliefs (Bahram Gur in a defensive pose)        | Sar Maschad; Provinz Fars                         | Sassaniden                                  |                    |      |
|                                             | The relief of Bahram II                                        | Bei Schiras; Provinz Fars                         | Sassaniden                                  |                    |      |
|                                             | The reliefs of Barm-i Dilak                                    | Im Osten von Schiras; Provinz Fars                | Sassaniden                                  |                    |      |
| Die Ruinen von Duraq                        | Duraq (The ruins of the city)                                  | Provinz Chuzestan                                 | Sassaniden                                  |                    |      |
| Gundischapur                                | Jundi-Shapur                                                   | Provinz Chuzestan                                 | Sassaniden                                  |                    |      |
| Die Ruinen von Reyschahr                    | The ruins of Reyshahr                                          | Provinz Buschehr                                  | Elamiten                                    |                    |      |
| Die Ruinen einer sassanidischen Stadt       | The ruins of the Sassanid city                                 | Harsin; Provinz Kermānschāh                       | Sassaniden                                  |                    |      |
|                                             | Bas-reliefs                                                    | Bei Dārāb; Provinz Fars                           | Sassaniden                                  |                    |      |
| Das antike Assad-abad                       | Ancient city of Assad-abad                                     | Assad-abad; Provinz Hamadan                       | Sassaniden                                  |                    |      |
| Ekbatana                                    | Hagmatana                                                      | Provinz Hamadan                                   | Achämeniden                                 |                    |      |
| Behistun-Inschrift                          | The historical reliefs of Bisotun                              | Bisotun; Provinz Kermānschāh                      | Achämeniden, Sassaniden und Islamische Zeit | web (PDF; 23,9 MB) |      |
|                                             | Takht-i Shirin                                                 | Bisotun; Provinz Kermānschāh                      | Sassaniden                                  |                    |      |
|                                             | Baghistan                                                      | Bisotun; Provinz Kermānschāh                      | Achämeniden                                 |                    |      |
|                                             | Bas-reliefs                                                    | Bisotun; Provinz Kermānschāh                      | Parther                                     |                    |      |
|                                             | Two bas-reliefs                                                | Sarpol-e Sahab; Provinz Kermānschāh               | 2800 v. Chr.                                |                    |      |
| Dukkan-e Daud                               | „Dakani Davud“ (grotto)                                        | Sarpol-e Sahab; Provinz Kermānschāh               | Meder                                       |                    |      |
|                                             | „Chamber of Farhad“ (grotto)                                   | Sarpol-e Sahab; Provinz Kermānschāh               | Meder                                       |                    |      |
|                                             | A grotto                                                       | Sahneh; Provinz Kermānschāh                       | Meder                                       |                    |      |
|                                             | Bas-relief                                                     | Sarpol-e Sahab; Provinz Kermānschāh               | Elamiten                                    |                    |      |
|                                             | Bas-relief (The ancient Khilman)                               | Sarpol-e Sahab; Provinz Kermānschāh               | Assyrer                                     |                    |      |
| Das antike Kambadneh                        | The ancient city of Kambadneh                                  | Bei Taq-e Bostan; Provinz Kermānschāh             | Sassaniden                                  |                    |      |
| Taq-e Bostan und nähere Umgebung            | Taq-i Bostan and the nearest areas                             | Taq-e Bostan; Provinz Kermānschāh                 | Sassaniden                                  |                    |      |
| Zwei Monumente in Qasr-e Schirin            | The two monuments of Qasr-i Shirin                             | Qasr-e Schirin; Provinz Kermānschāh               | Sassaniden                                  |                    |      |
| Die Ruinen von Zarandsch                    | The ruins of Zaranj (ancient capital)                          | Provinz Sistan und Belutschistan                  | frühe Zeit der Elamiten                     |                    |      |
| Die Ruinen der antike Hauptstadt von Kerman | The ruins of the ancient capital of Kerman                     | Sirdschan; Provinz Kerman                         | Elamiten                                    |                    |      |
|                                             | Sulaiman Tappeh                                                | Poscht-kuh; Provinz Lorestan                      | Elamiten                                    |                    |      |
|                                             | Tall-i Shirvan                                                 | Seymareh, Poscht-Kuh; Provinz Lorestan            | Elamiten                                    |                    |      |
|                                             | Tall-i Tarhan                                                  | Seymareh, Poscht-Kuh; Provinz Lorestan            | Elamiten                                    |                    |      |
|                                             | Tall-i Lurt                                                    | Seymareh, Poscht-Kuh; Provinz Lorestan            | Elamiten, Parther und Sassaniden            |                    |      |
| Das antike Toboy                            | The Talls of Lalar (The ancient Toboy)                         | Seymareh, Poscht-Kuh; Provinz Lorestan            | Elamiten und Sassaniden                     |                    |      |
| Die Ruinen von Darrehschahr                 | The ruins of Darreh-Shahr                                      | Seymareh, Poscht-Kuh; Provinz Lorestan            | Assyrer                                     |                    |      |
| Die Ruinen von Beit-Yunaki                  | The ruins of the city of Beit-Yunaki                           | Halilan; Provinz Lorestan                         | Elamiten und danach                         |                    |      |
|                                             | The three Talls of Beksayeh, Khazir and Qalqa-Tappeh           | Poscht-Kuh; Provinz Lorestan                      | Parther                                     |                    |      |
|                                             | Tangeh Sulak (Bas-reliefs)                                     | Provinz Tschahār Mahāl und Bachtiyāri             | Elamiten und Parther                        |                    |      |
|                                             | The carvings and reliefs of Izeh                               | Izeh; Provinz Chuzestan                           | Assyrer                                     |                    |      |
| Die Ruinen von Andarkasch oder Andarqusch   | The ruins of the city of Andarkash or Andarqush                | Mahabad; Provinz West-Aserbaidschan               | Assyrer                                     | No. 9, 10, 11      |      |
|                                             | The ruins of an ancient city on the famous gorge of Karushinka | Mahabad; Provinz West-Aserbaidschan               | Meder                                       |                    |      |
|                                             | Faqir-gah (stone grotto)                                       | Urmia; Provinz West-Aserbaidschan                 | Sassaniden                                  |                    |      |
|                                             | The carvings and reliefs of Khan Takteh                        | Schahpur; Provinz West-Aserbaidschan              | Islamische Zeit                             |                    |      |
| Die Ruinen von Gorgan                       | The ruins of Gorgan                                            | Gorgan (früher Astar-abad); Provinz Golestan      | Assyrer                                     |                    |      |
|                                             | Khorheh Temple                                                 | Khorheh; Provinz Markazi                          |                                             |                    |      |

### Heilige Schreine und historische Mausoleen
Diese Liste der heiligen Schreine und Mausoleen stammt aus dem Werk von Meshkati, S. 301 f.
| Name (deutsch)                   | Name (laut Meshkati)                                            | Ort                                            | Zeit                                            | Weblinks                                                | Bild |
| -------------------------------- | --------------------------------------------------------------- | ---------------------------------------------- | ----------------------------------------------- | ------------------------------------------------------- | ---- |
| Imam-Reza-Schrein                | The Shrine of the Eighth Imam                                   | Maschhad; Provinz Razavi-Chorasan              | 4. Jhd. AH = 10. Jhd. (Ghaznawiden)             |                                                         |      |
|                                  | Boq’eh Khwaja Rabi’                                             | Maschhad; Provinz Razavi-Chorasan              | Safawiden                                       | Foto (Memento vom 13. Oktober 2016 im Internet Archive) |      |
|                                  | Boq’eh Imamzadeh Muhammad Mahruq                                | Nischapur; Provinz Razavi-Chorasan             | Safawiden                                       |                                                         |      |
|                                  | Boq’eh Qadamgah                                                 | Nischapur; Provinz Razavi-Chorasan             | 1091 AH = 1680 n. Chr.                          |                                                         |      |
|                                  | Boq’eh Imamzadeh Husain                                         | Golschan (Chorasan)                            | 449 AH = 1057 n. Chr.                           |                                                         |      |
|                                  | Boq’eh Imamzadeh Sultan Muhammad ‘Abid                          | Kachak; Provinz Süd-Chorasan                   | 690 AH = 1291 n. Chr.                           |                                                         |      |
|                                  | Turbat-i Haidari Mausoleum                                      | Turbat-i Haidariyeh; Provinz Razavi-Chorasan   | 8. Jhd. AH = 14. Jhd. und 9. Jhd. AH = 15. Jhd. |                                                         |      |
|                                  | Mausoleum of Shaikh-i Jam                                       | Turbat-i Shaikh-i Jam; Provinz Razavi-Chorasan | 8. Jhd. AH = 14. Jhd. und später                |                                                         |      |
|                                  | Sang-Bast Mausoleum                                             | Sang-Bast; Provinz Razavi-Chorasan             | 4. Jhd. AH = 10. Jhd. (Ghaznawiden)             | Foto                                                    |      |
|                                  | The Radekan Mausoleum                                           | Radekan; Provinz Razavi-Chorasan               | 9. Jhd. AH = 15. Jhd.                           |                                                         |      |
|                                  | Mausoleum of Baba Loqman                                        | Sarakhs; Provinz Razavi-Chorasan               | 8. Jhd. = 14. Jhd.                              |                                                         |      |
|                                  | Gonbad Haruniyeh                                                | Tūs; Provinz Razavi-Chorasan                   | 6. Jhd. AH = 12. Jhd.                           | Foto                                                    |      |
| Schah Tscheragh                  | Boq’eh Shah-Cheragh                                             | Schiras; Provinz Fars                          | 7. Jhd. AH = 13. Jhd. und später                |                                                         |      |
|                                  | Boq’eh Seyyid Mir Muhammad                                      | Schiras; Provinz Fars                          | seit der Mongolen (Moghulen)-Zeit               |                                                         |      |
|                                  | Boq’eh Seyyid ‘Ala-ad Din                                       | Schiras; Provinz Fars                          | 10. Jhd. AH = 16. Jhd.                          |                                                         |      |
|                                  | Boq’eh Imamzadeh Hamzeh                                         | Surian; Provinz Fars                           | 10. Jhd. AH = 16. Jhd.                          |                                                         |      |
|                                  | Imamzadeh Ibrahim                                               | Amol; Provinz Māzandarān                       | 8. Jhd. AH = 14. Jhd.                           |                                                         |      |
|                                  | Mausoleum of Se-Seyyid                                          | Amol; Provinz Māzandarān                       | 9. Jhd. AH = 15. Jhd.                           |                                                         |      |
|                                  | Mausoleum of Mir Bozorg                                         | Amol; Provinz Māzandarān                       | 10. Jhd. AH = 16. Jhd. (Safawiden)              |                                                         |      |
|                                  | Imamzadeh Muhammad Taher                                        | Babol; Provinz Māzandarān                      | 8. Jhd. AH = 14. Jhd.                           |                                                         |      |
|                                  | Imamzadeh Qasim                                                 | Babol; Provinz Māzandarān                      | 9. Jhd. AH = 15. Jhd.                           |                                                         |      |
|                                  | Imamzadeh Ibrahim                                               | Bābolsar; Provinz Māzandarān                   | Mitte 9. Jhd. AH = 15. Jhd.                     | Foto (Memento vom 15. Oktober 2016 im Internet Archive) |      |
|                                  | Imamzadeh Yahya                                                 | Sari; Provinz Māzandarān                       | 8. Jhd. AH = 14. Jhd.                           |                                                         |      |
|                                  | Imamzadeh Zain al-‘Abidin                                       | Sari; Provinz Māzandarān                       | 8. Jhd. AH = 14. Jhd.                           |                                                         |      |
|                                  | Imamzadeh Abbas                                                 | Sari; Provinz Māzandarān                       | 9. Jhd. AH = 15. Jhd.                           | Foto                                                    |      |
|                                  | Imamzadeh Nur                                                   | Gorgan; Provinz Golestan                       | 9. Jhd. AH = 15. Jhd.                           |                                                         |      |
|                                  | Imamzadeh Raushan                                               | Roschanabad; Provinz Golestan                  | 9. Jhd. AH = 15. Jhd.                           | Foto                                                    |      |
|                                  | Boq’eh Haftad-do Tan                                            | Saruq; Provinz Markazi                         | 6. Jhd. AH = 12. Jhd.                           |                                                         |      |
|                                  | Boq’eh Sahl ibn ‘Ali                                            | Astaneh; Provinz Markazi                       | Safawiden                                       |                                                         |      |
|                                  | Imamzadeh Is’haq                                                | Saveh; Provinz Markazi                         | 7. Jhd. AH = 13. Jhd.                           |                                                         |      |
|                                  | Shahzadeh Husain                                                | Provinz Qazvin                                 | Safawiden                                       |                                                         |      |
|                                  | Boq’eh Abazar                                                   | Außerhalb von Qazvin; Provinz Qazvin           | 7. Jhd. AH = 13. Jhd.                           |                                                         |      |
|                                  | Boq’eh Pir                                                      | Takestan; Provinz Qazvin                       | Seldschuken                                     |                                                         |      |
| Charaghan-Grabtürme              | Do-Gonbad-i Kharagan                                            | Charagan; Provinz Qazvin                       | Seldschuken                                     |                                                         |      |
|                                  | Gonbad or Boq’eh ‘Alavian                                       | Provinz Hamadan                                | 6. Jhd. AH = 12. Jhd.                           |                                                         |      |
| Grab von Esther und Mordechai    | Tomb of Esther-o-Mardokhai                                      | Hamadan; Provinz Hamadan                       | 7. Jhd. AH = 13. Jhd.                           |                                                         |      |
|                                  | Imamzadeh Az‘har                                                | Darjarin; Provinz Hamadan                      | Mongolen (Moghulen)                             |                                                         |      |
|                                  | Imamzadeh Hud                                                   | Darjarin; Provinz Hamadan                      | Mongolen (Moghulen)                             | Foto                                                    |      |
| Grabheiligtum des Safi ad-Din    | Boq’eh Shaikh Safi al-Din and Annexes                           | Ardabil; Provinz Ardabil                       | Safawiden                                       |                                                         |      |
| Mausoleum von Scheich Dschabrail | Boq’eh Shaikh Jabra’il                                          | Kalchoran; Provinz Ardabil                     | Safawiden                                       |                                                         |      |
|                                  | Mausoleum of Sultan Shahab al-Din                               | Ahar; Provinz Ost-Aserbaidschan                | Safawiden                                       |                                                         |      |
|                                  | Mausoleum of Shaikh Haidar                                      | Meschkin-Schahr; Provinz Ost-Aserbaidschan     | Safawiden                                       |                                                         |      |
|                                  | Gonbad-i Sorkh                                                  | Maragha; Provinz Ost-Aserbaidschan             | 5. Jhd. AH = 11. Jhd.                           | Foto                                                    |      |
| Gonbad-i Kabud                   | The Tomb of Holaku’s mother                                     | Maragha; Provinz Ost-Aserbaidschan             | 8. Jhd. AH = 14. Jhd.                           | Foto                                                    |      |
|                                  | Gonbad-i Ghaffariyeh                                            | Maragha; Provinz Ost-Aserbaidschan             | 7. Jhd. AH = 13. Jhd.                           | Foto (Memento vom 25. Oktober 2016 im Internet Archive) |      |
|                                  | The Round Tomb Tower                                            | Maragha; Provinz Ost-Aserbaidschan             | 6. Jhd. AH = 12. Jhd.                           |                                                         |      |
|                                  | Boq’eh Qaidar-i Nabi                                            | Soltaniye; Provinz Zandschan                   | 7. Jhd. AH = 13. Jhd.                           |                                                         |      |
|                                  | Mausoleum of Chalabi-Oghli                                      | Soltaniye; Provinz Zandschan                   | 8. Jhd. AH = 14. Jhd.                           |                                                         |      |
|                                  | Mausoleum of Mulla Hasan Shirazi                                | Soltaniye; Provinz Zandschan                   | Safawiden                                       | Foto                                                    |      |
| Öldscheitü-Mausoleum             | Gonbad-i Sultaniyeh                                             | Soltaniye; Provinz Zandschan                   | 8. Jhd. AH = 14. Jhd.                           | Foto                                                    |      |
|                                  | Se-Gonbad                                                       | Urmia; Provinz West-Aserbaidschan              | 6. Jhd. AH = 12. Jhd.                           |                                                         |      |
|                                  | Mausoleum of Mulla Majd al-Din                                  | Sari; Provinz Māzandarān                       | 9. Jhd. AH = 15. Jhd.                           |                                                         |      |
|                                  | Borj-i Lajim                                                    | Lajim; Provinz Māzandarān                      | 5. Jhd. AH = 11. Jhd.                           |                                                         |      |
|                                  | Borj-i Qal’eh-Gabri                                             | Beim Dorf Rasket; Provinz Māzandarān           | 5. Jhd. AH = 11. Jhd.                           |                                                         |      |
|                                  | Mausoleum of Shaikh ‘Ala al-Dauleh Semnani                      | Provinz Semnan                                 | Mongolen (Moghulen)-Zeit                        |                                                         |      |
|                                  | Boq’eh Khatun-i Qiyamat (Abesh Khatun)                          | Schiras; Provinz Fars                          | 7. & 10. Jhd. AH = 13. & 16. Jhd.               |                                                         |      |
|                                  | Mausoleum of Pir Hamzeh Sabz-Push                               | Abarqu; Provinz Yazd                           | 5. Jhd. AH = 11. Jhd.                           |                                                         |      |
|                                  | Mausoleum of Tawus al-Haramain (now in ruins)                   | Abarqu; Provinz Yazd                           | 8. Jhd. AH = 14. Jhd.                           |                                                         |      |
|                                  | Gonbad-i ‘Ali                                                   | Abarqu; Provinz Yazd                           | 5. Jhd. AH = 11. Jhd.                           |                                                         |      |
|                                  | Portal of Boq‘eh Shaikh Abu-Mas‘ud                              | Provinz Isfahan                                | 6. Jhd. AH = 12. Jhd.                           |                                                         |      |
|                                  | Imamzadeh Husain and Imamzadeh Ibrahim                          | Schahrestan; Provinz Isfahan                   | Seldschuken                                     |                                                         |      |
|                                  | Boq’eh Pir-Bakran                                               | Pir-Bakran; Provinz Isfahan                    | Mongolen (Moghulen)-Zeit                        | Foto                                                    |      |
|                                  | Boq’eh Imamzadeh Ja’far                                         | Provinz Isfahan                                | 8. Jhd. AH = 14. Jhd.                           |                                                         |      |
| Schahschahan-Mausoleum           | Boq’eh Shahshashan                                              | Isfahan; Provinz Isfahan                       | Timuriden                                       |                                                         |      |
|                                  | Mausoleum & Khanegah of Shaikh Abul-Qasim                       | Nasr-abad; Provinz Isfahan                     | 9. Jhd. AH = 15. Jhd.                           |                                                         |      |
|                                  | Boq’eh Darb-i Imam                                              | Provinz Isfahan                                | 9. Jhd. AH = 15. Jhd.                           |                                                         |      |
| Imamzade Ahmad                   | Boq’eh Imamzadeh Ahmad                                          | Isfahan; Provinz Isfahan                       | Safawiden                                       |                                                         |      |
| Imamzade Harun-e-Welayat         | Mausoleum of Harun-i Vilayat                                    | Isfahan; Provinz Isfahan                       | Safawiden                                       | Foto                                                    |      |
|                                  | Mausoleum of Baba Rukn al-Din                                   | Provinz Isfahan                                | Safawiden                                       |                                                         |      |
|                                  | Mausoleum of Seti Fatimeh and annexes                           | Provinz Isfahan                                | Safawiden                                       |                                                         |      |
|                                  | Boq’eh Shah Zaid                                                | Provinz Isfahan                                | Safawiden                                       |                                                         |      |
| Baba-Ghassem-Mausoleum           | Mausoleum of Baba Qasim                                         | Isfahan; Provinz Isfahan                       | 14. Jhd.                                        | Foto                                                    |      |
|                                  | Mausoleum known as the Tomb of Malek-Shah Saljuki               | Provinz Isfahan                                | 9. Jhd. AH = 15. Jhd.                           |                                                         |      |
|                                  | Boq’eh ‘Amu ‘Abdollah (known as Minar-Jonban)                   | Garladan; Provinz Isfahan                      | 9. Jhd. AH = 15. Jhd.                           |                                                         |      |
|                                  | Boq’eh Shah-Reza                                                | Shah-Reza; Provinz Isfahan                     | Mongolen (Moghulen)- & Safawiden-Zeit           |                                                         |      |
| Schrein der Fatima Masuma        | Shrine of Hazrat-i Ma’sumeh                                     | Ghom; Provinz Ghom                             | 7. Jhd. AH = 13. Jhd. aufwärts                  |                                                         |      |
|                                  | Imamzadeh ‘Ali ibn Ja’far                                       | Provinz Ghom                                   | 8. Jhd. AH = 14. Jhd.                           | Foto                                                    |      |
|                                  | Imamzadeh Shahzadeh Ibrahim                                     | Provinz Ghom                                   |                                                 |                                                         |      |
|                                  | Gonbad-i Sabz (Three structures)                                | Provinz Ghom                                   |                                                 |                                                         |      |
|                                  | Imamzadeh Hefdah-Tan                                            | Golpeyegan; Provinz Isfahan                    |                                                 |                                                         |      |
|                                  | Imamzadeh Abul-Fath                                             | Dorf Vanshan; Provinz Isfahan                  | Safawiden                                       |                                                         |      |
|                                  | Chahar-Padeshan                                                 | Lahidschan; Provinz Gilan                      | Safawiden                                       |                                                         |      |
|                                  | Boq’eh Shaikhanvar (Reputed as the Tomb of Shaikh Zahid Gilani) | Lahidschan; Provinz Gilan                      | frühes 9. Jhd. AH = 15. Jhd.                    |                                                         |      |
|                                  | Boq’eh Shah Ne’matollah Vali                                    | Mahan; Provinz Kerman                          | Mongolen (Moghulen)- und Safawiden-Zeit         |                                                         |      |
|                                  | Gonbad-i Misaqiyeh                                              | Provinz Kerman                                 | Kadscharen                                      |                                                         |      |
|                                  | Mausoleum of Pir Bar-Haq                                        | Sirdschan; Provinz Kerman                      | 7. Jhd. = 13. Jhd.                              |                                                         |      |
|                                  | Mausoleum of Akhund                                             | Kuhbonan; Provinz Kerman                       | 11. Jhd. = 17. Jhd.                             |                                                         |      |
|                                  | Imamzadeh Shah Husain                                           | Südwestliche Provinz Kerman                    | Safawiden                                       | Foto                                                    |      |
|                                  | Imamzadeh Muhammad ibn Zaid                                     | Schahdad; Provinz Kerman                       | Safawiden                                       |                                                         |      |
|                                  | Boq’eh Pir-Baba Musafer                                         | Schahdad; Provinz Kerman                       | 7. Jhd. = 13. Jhd.                              |                                                         |      |
|                                  | Mausoleum of Amir Haidar                                        | Isfandeqeh Jiroft; Provinz Kerman              | Mongolen (Moghulen)-Zeit                        |                                                         |      |
|                                  | Mausoleum of Khawa Atabak                                       | Provinz Kerman                                 | 7. Jhd. AH = 13. Jhd.                           |                                                         |      |
|                                  | Gonbad-i Sabz                                                   | Provinz Kerman                                 | 9. Jhd. AH = 15. Jhd.                           | Foto                                                    |      |
|                                  | Mihrab of Imamzadeh Abul-Fazl and Imamzadeh Yahya               | Mahallat; Provinz Markazi                      | Mongolen (Moghulen)- und Safawiden-Zeit         | Foto                                                    |      |
|                                  | Boq’eh Dawazdah Imam                                            | Provinz Yazd                                   | 5. Jhd. AH = 11. Jhd.                           |                                                         |      |
|                                  | Boq’eh Seyyid Rukn al-Din                                       | Provinz Yazd                                   | 8. Jhd. AH = 14. Jhd.                           |                                                         |      |
|                                  | Boq’eh Seyyid Shams al-Din                                      | Provinz Yazd                                   | 8. Jhd. AH = 14. Jhd.                           |                                                         |      |
|                                  | Boq’eh (or Gonbad) of Shaikh Junaid                             | Turan-Posht; Provinz Yazd                      | 6. Jhd. AH = 12. Jhd.                           |                                                         |      |
|                                  | Imamzadeh Abdollah                                              | Schuschtar; Provinz Chuzestan                  | 7. Jhd. AH = 13. Jhd.                           |                                                         |      |
|                                  | Imamzadeh Yahya                                                 | Waramin; Provinz Teheran                       | 8. Jhd. AH = 14. Jhd.                           |                                                         |      |
|                                  | Shahzadeh Husain                                                | Waramin; Provinz Teheran                       | Mongolen (Moghulen)-Zeit                        |                                                         |      |
|                                  | Imamzadeh Ja’far                                                | Pischva – Waramin; Provinz Teheran             | Safawiden                                       |                                                         |      |
|                                  | Boq’eh Seyyid Ismail                                            | Provinz Teheran                                | 9. & 13. Jhd. AH = 15. & 19. Jhd.               |                                                         |      |
|                                  | Imamzadeh Yahya                                                 | Provinz Teheran                                | Date on tomb-cage: 895 A.D.                     |                                                         |      |
|                                  | Imamzadeh Zaid                                                  | Provinz Teheran                                | Safawiden (902 = A:D: on tomb cage)             |                                                         |      |
|                                  | Imamzadeh Saleh                                                 | Tajrish; Provinz Teheran                       | Safawiden                                       |                                                         |      |
|                                  | Imamzadeh Qasim                                                 | Tajrish; Provinz Teheran                       | Safawiden                                       |                                                         |      |
|                                  | Imamzadeh Habib ibn Musa                                        | Posht-Mashad; Provinz Isfahan                  | Mongolen (Moghulen) & Safawiden                 | Foto                                                    |      |
|                                  | Imamzadeh Sultan Mir Ahmad                                      | Kaschan; Provinz Isfahan                       | 9. Jhd. AH = 15. Jhd.                           |                                                         |      |
|                                  | Boq’eh Shahzadeh Ibrahim                                        | Kaschan; Provinz Isfahan                       | Kadscharen                                      |                                                         |      |
|                                  | Boq’eh Qali – Shuran                                            | Ardahal; Provinz Isfahan                       | Safawiden & Kadscharen                          |                                                         |      |
|                                  | Boq’eh Baba Afzal                                               | Niasar – Maraq; Provinz Isfahan                | Mongolen (Moghulen)                             |                                                         |      |
|                                  | Imamzadeh Qasim                                                 | Bei Borudscherd; Provinz Lorestan              | 8. Jhd. AH = 14. Jhd.                           |                                                         |      |
|                                  | Mausoleum of Bibi-Shahr-banu                                    | Rey; Provinz Teheran                           | 4. Jhd. AH = 10. Jhd. aufwärts                  |                                                         |      |
| Schah-Abdol-Azim-Schrein         | Astaneh Hazrat-i ‘Abd al-Azim and adjacent Boq’ehs              | Rey; Provinz Teheran                           | Mongolen (Moghulen), Safawiden und Kadscharen   |                                                         |      |
|                                  | Borj-i (Mausoleum or Tomb Tower) Toghrul                        | Rey; Provinz Teheran                           | ursprünglich aus der Seldschuken-Zeit           |                                                         |      |
|                                  | Borj-i Naqareh-Khaneh                                           | Rey; Provinz Teheran                           | ursprüngliche Struktur aus der Seldschuken-Zeit |                                                         |      |
|                                  | Mausoleum of Pir-‘Alamdar                                       | Damghan; Provinz Semnan                        | 5. Jhd. AH = 11. Jhd.                           |                                                         |      |
|                                  | Boq’eh Chehil-Dokhtaran                                         | Damghan; Provinz Semnan                        | 5. Jhd. AH = 11. Jhd.                           |                                                         |      |
|                                  | Borj-i Ma’sumzadeh                                              | Damghan; Provinz Semnan                        | 6. Jhd. AH = 12. Jhd.                           |                                                         |      |
|                                  | Imamzadeh Ja’far                                                | Damghan; Provinz Semnan                        | 6. & 9. Jhd. AH = 12. & 15. Jhd.                |                                                         |      |
|                                  | Boq’eh Shah Mir ‘Ali ibn Hamzeh                                 | Schiras; Provinz Fars                          | Zandiyeh & Kadscharen                           |                                                         |      |
|                                  | Borj-i Karat                                                    | Karat; Provinz Razavi-Chorasan                 | 5. Jhd. AH = 11. Jhd.                           |                                                         |      |
|                                  | The Kashmar Mausoleum                                           | Kaschmar; Provinz Razavi-Chorasan              | 7. Jhd. AH = 13. Jhd.                           |                                                         |      |

Weblinks
- siris-archives.si.edu

### Historische Madrasas
Diese Liste der historischen Madrasas stammt aus dem Werk von Meshkati, S. 306.
| Name (deutsch)    | Name (laut Meshkati)            | Ort                                  | Zeit                   | Weblinks | Bild |
| ----------------- | ------------------------------- | ------------------------------------ | ---------------------- | -------- | ---- |
|                   | Madrasseh Imami                 | Provinz Isfahan                      | 9. Jhd. AH = 15. Jhd.  | Foto     |      |
|                   | Madrasseh Jaddeh Kuchik         | Provinz Isfahan                      | Safawiden              |          |      |
|                   | Madrasseh Jaddeh Bozorg         | Provinz Isfahan                      | Safawiden              |          |      |
|                   | Madrasseh Mulla ‘Abdollah       | Provinz Isfahan                      | Safawiden              |          |      |
|                   | Madrasseh Shams-abad            | Provinz Isfahan                      | Safawiden              |          |      |
|                   | Madrasseh Nimavar               | Provinz Isfahan                      | Safawiden              |          |      |
|                   | Madrasseh Kaseh-garan           | Provinz Isfahan                      | 11. Jhd. AH = 17. Jhd. |          |      |
|                   | Madrasseh Chahar-Bagh           | Provinz Isfahan                      | Safawiden              |          |      |
|                   | Madrasseh Ghiasiyeh             | Chardscherd; Provinz Razavi-Chorasan | 9. Jhd. AH = 15. Jhd.  |          |      |
|                   | Madrasseh Khan                  | Schiras; Provinz Fars                | Safawiden              |          |      |
|                   | Madrasseh Marvi                 | Teheran; Provinz Teheran             | 12. Jhd. AH = 18. Jhd. |          |      |
|                   | Madrasseh Sepahsalar            | Teheran; Provinz Teheran             | 12. Jhd. AH = 18. Jhd. |          |      |
|                   | Madrasseh Shaikh ‘Abd al-Husain | Teheran; Provinz Teheran             | 12. Jhd. AH = 18. Jhd. |          |      |
| Heydarieh-Madrasa | Madrasseh Haidariyeh            | Qazvin; Provinz Qazvin               | 6. Jhd. AH = 12. Jhd.  |          |      |
|                   | Madrasseh Soltani               | Kaschan; Provinz Isfahan             | 13. Jhd. AH = 19. Jhd. |          |      |
|                   | Madrasseh Ibrahim Khan          | Kerman; Provinz Kerman               | 13. Jhd. AH = 19. Jhd. | Foto     |      |
|                   | Madrasseh Do-dar                | Maschhad; Provinz Razavi-Chorasan    | Timuriden              | Foto     |      |
|                   | Madrasseh Parizad               | Maschhad; Provinz Razavi-Chorasan    | Timuriden              | Foto     |      |
|                   | Madrasseh Bala-Sar              | Maschhad; Provinz Razavi-Chorasan    | Timuriden              | Foto     |      |
|                   | Madrasseh Gauhar-Shad           | Maschhad; Provinz Razavi-Chorasan    | Timuriden              | Foto     |      |

- iranicaonline.org (Encyclopædia Iranica)
- Theological Schools in Isfahan

### Historische Moscheen, Hussainias, Mussallas und Tekiyehs
Diese Liste der historischen Moscheen, Hussainias, Mussallas und Tekiyehs stammt aus dem Werk von Meshkati, S. 307 ff.
| Name (deutsch)                    | Name (laut Meshkati) | Ort                                       | Zeit                                                                   | Weblinks           | Bild |
| --------------------------------- | --- | ----------------------------------------- | ---------------------------------------------------------------------- | ------------------ | ---- |
| Freitagsmoschee Abarqu            | Masjid-i Jom’eh oder Jame’ | Abarqu; Provinz Fars                      | 7. Jhd. AH = 13. Jhd.                                                  |                    |      |
| Freitagsmoschee von Ardabil       | Masjid-i Jom’eh | Ardabil; Provinz Ardabil                  | Seldschuken                                                            |                    |      |
| Freitagsmoschee von Isfahan       | Masjid-i Jame’ | Isfahan; Provinz Isfahan                  | 2. – 13. Jhd. = 8. – 19. Jhd.                                          |                    |      |
|                                   | Masjid-i Jorjir (The brick portal of this mosque, next to Masjid-i Hakim in Isfahan, dates from the 4th C. And the Al-i Buyeh period) | Isfahan; Provinz Isfahan                  | 4. Jhd. AH = 10. Jhd.                                                  |                    |      |
|                                   | Masjid-i Sha’ya | Isfahan; Provinz Isfahan                  | 6. – 10. Jhd. AH = 12. – 16. Jhd.                                      |                    |      |
| Lonban-Moschee                    | Masjid-i Lanban | Isfahan; Provinz Isfahan                  | Mongolen (Moghulen)-Zeit und Herrschaft des Safawiden-Schahs ‘Abbas I. |                    |      |
|                                   | Masjid-i ‘Ali | Isfahan; Provinz Isfahan                  | 10. Jhd. AH = 16. Jhd.                                                 |                    |      |
|                                   | Portal of Masjid-i Qutbiyeh | Isfahan; Provinz Isfahan                  | Safawiden                                                              |                    |      |
|                                   | Masjid-i Darb-Jubareh | Isfahan; Provinz Isfahan                  | 10. Jhd. AH = 16. Jhd.                                                 |                    |      |
| Scheich-Lotfollah-Moschee         | Masjid-i Shaikh Lotfollah | Isfahan; Provinz Isfahan                  | 11. Jhd. AH = 17. Jhd.                                                 |                    |      |
|                                   | Masjid-i Shah | Isfahan; Provinz Isfahan                  | 11. Jhd. AH = 17. Jhd.                                                 |                    |      |
|                                   | Masjid-i Khan | Isfahan; Provinz Isfahan                  | Safawiden                                                              |                    |      |
|                                   | Masjid-i Saru-Taqi | Isfahan; Provinz Isfahan                  | 11. Jhd. AH = 17. Jhd.                                                 |                    |      |
|                                   | Masjid-i Zulmat | Isfahan; Provinz Isfahan                  | 11. Jhd. AH = 17. Jhd.                                                 |                    |      |
| Iltschi-Moschee                   | Masjid-i Ilchi | Isfahan; Provinz Isfahan                  | 11. Jhd. AH = 17. Jhd.                                                 |                    |      |
|                                   | Masjid-i Misri | Isfahan; Provinz Isfahan                  | 11. Jhd. AH = 17. Jhd.                                                 |                    |      |
|                                   | Masjid-i Sorkhi | Isfahan; Provinz Isfahan                  | 11. Jhd. AH = 17. Jhd.                                                 |                    |      |
| Dschartschi-Moschee               | Masjid-i Jarchi | Isfahan; Provinz Isfahan                  | 11. Jhd. AH = 17. Jhd.                                                 |                    |      |
|                                   | Masjid-i Hakim | Isfahan; Provinz Isfahan                  | 11. Jhd. AH = 17. Jhd.                                                 | Foto, Foto         |      |
|                                   | Masjid-i ‘Ali-Quli Agha | Isfahan; Provinz Isfahan                  | 12. Jhd. AH = 18. Jhd.                                                 |                    |      |
|                                   | Masjid-i Haji Muhammad Ja’far | Isfahan; Provinz Isfahan                  | 12. Jhd. AH = 18. Jhd.                                                 |                    |      |
| Seyyed-Moschee                    | Masjid-i Seyyid | Isfahan; Provinz Isfahan                  | 13. Jhd. AH = 19. Jhd.                                                 |                    |      |
| Freitagsmoschee von Azirun        | Masjid-i Jame’ | Azirun; Provinz Isfahan                   | 8. Jhd. AH = 14. Jhd.                                                  |                    |      |
| Freitagsmoschee von Ardistan      | Masjid-i Jame’ | Ardestan; Provinz Isfahan                 | 4. & 6. Jhd. = 10. & 12. Jhd.                                          |                    |      |
| Freitagsmoschee von Oschtordschan | Masjid-i Jame’ | Oschtordschan; Provinz Isfahan            | 4. & 6. Jhd. = 10. & 12. Jhd.                                          |                    |      |
| Freitagsmoschee von Barsian       | Masjid-i Jom’eh | Barsian; Provinz Isfahan                  | 5. Jhd. AH = 11. Jhd.                                                  | No. 265 Foto, Foto |      |
|                                   | Masjid-i Pa-Minar | Zavare; Provinz Isfahan                   | 5. Jhd. AH = 11. Jhd.                                                  | Foto               |      |
| Freitagsmoschee von Zavare        | Masjid-i Jame’ | Zavare; Provinz Isfahan                   | 6. Jhd. AH = 12. Jhd.                                                  |                    |      |
| Freitagsmoschee von Sin           | Masjid-i Jame’ | Sin; Provinz Isfahan                      | 6. Jhd. AH = 12. Jhd.                                                  |                    |      |
| Kadsch-Moschee                    | Masjid-i Kaj | Kadsch; Provinz Isfahan                   | Mongolen (Moghulen)-Zeit                                               | Foto               |      |
|                                   | Masjid-i Bozorg-i Gaz | Gaz; Provinz Isfahan                      | Seldschuken                                                            |                    |      |
|                                   | Masjid-i Haftshuyeh | Haftschuyeh; Provinz Isfahan              | 7. Jhd. AH = 13. Jhd. & frühe Mongolen-Zeit                            | Foto               |      |
|                                   | Masjid-i Darabgerd (Sang) | Darabgerd; Provinz Fars                   | 7. Jhd. AH = 13. Jhd.                                                  |                    |      |
|                                   | Masjid-i Seyyid | Bidabad; Provinz Isfahan                  | 13. Jhd. = 19. Jhd.                                                    |                    |      |
| Freitagsmoschee von Borudscherd   | Masjid-i Jame’ | Borudscherd; Provinz Lorestan             | Seldschuken                                                            |                    |      |
| Sultan-Moschee                    | Masjid-i Sultani | Borudscherd; Provinz Lorestan             | Kadscharen                                                             | (en)               |      |
|                                   | Masjid-i Shaikh-i Bastam | Schahrud; Provinz Semnan                  | frühes 6. Jhd. = 12. Jhd.                                              | Foto               |      |
|                                   | Masjid-i Maulana | Taybad; Provinz Razavi-Chorasan           | 1. Hälfte des 9. Jhds. AH = 15. Jhd.                                   |                    |      |
| Freitagsmoschee von Täbris        | Masjid-i Jom’eh | Täbris; Provinz Ost-Aserbaidschan         | Mongolen (Moghulen)- und Kadscharen-Zeit                               |                    |      |
| Arg-i ‘Ali-Schah                  | Masjid-i ‘Ali-Shah (The ruins also known as Arg-i ‘Ali-Shah)                                                                          | Täbris; Provinz Ost-Aserbaidschan         | 8. Jhd. AH = 14. Jhd.                                                  |                    |      |
| Kabud-Moschee                     | Masjid-i Kabud (Blue Mosque) | Täbris; Provinz Ost-Aserbaidschan         | 9. Jhd. AH = 15. Jhd.                                                  | No. 169            |      |
| Tari Chaneh                       | Masjid-i Tari-Khaneh | Damghan; Provinz Semnan                   | 2. & 8. Jhd. AH = 8. & 14. Jhd.                                        |                    |      |
| Freitagsmoschee von Dezful        | Masjid-i Jame’ | Dezful; Provinz Chuzestan                 | 1. Jhd. AH = 7. Jhd. aufwärts                                          |                    |      |
| Freitagsmoschee von Damawand      | Masjid-i Jame’ (At present, nothing much remains of this historic building, except its Mihrab, dated 676 A.H. = 1277 A.D.)            | Damawand; Provinz Teheran                 | Seldschuken, Timuriden und Safawiden                                   |                    |      |
| Freitagsmoschee von Urmia         | Masjid-i Jame’ | Urmia; Provinz West-Aserbaidschan         | 7. Jhd. AH = 13. Jhd.                                                  |                    |      |
| Malik-Zuzan-Moschee               | Masjid-i Malik Zuzan | Zuzan; Provinz Razavi-Chorasan            | frühes 7. Jhd. AH = 13. Jhd.                                           | Foto               |      |
| Freitagsmoschee von Saveh         | Masjid-i Jom’eh | Saveh; Provinz Markazi                    | Mongolen (Moghulen) & Safawiden-Zeit                                   |                    |      |
| Sultan-Moschee in Semnan          | Masjid-i Soltani | Semnan; Provinz Semnan                    | 13. Jhd. AH = 19. Jhd.                                                 | Foto, Foto         |      |
|                                   | Masjid-i Ij | Neyriz; Provinz Fars                      | 6. Jhd. AH = 12. Jhd.                                                  |                    |      |
|                                   | Masjid-i Dar al-Ehsan | Sanandadsch; Provinz Kordestān            | 13. Jhd. AH = 19. Jhd.                                                 |                    |      |
| Freitagsmoschee von Suschtar      | Masjid-i Jame’ | Schuschtar; Provinz Chuzestan             | 3. Jhd. AH = 9. Jhd.                                                   |                    |      |
| Alte Freitagsmoschee von Schiras  | Masjid-i Jame’ ‘Atiq | Schiras; Provinz Fars                     | 3. Jhd. AH = 9. Jhd. aufwärts                                          | Foto               |      |
|                                   | Masjid-i Nau | Schiras; Provinz Fars                     | 7. Jhd. = 13. Jhd. (Atabak Abu-Bakr Sa’d ibn Zangi’s reign)            | Foto               |      |
| Vakil-Moschee                     | Masjid-i Vakil | Schiras; Provinz Fars                     | 12. Jhd. AH = 18. Jhd.                                                 |                    |      |
| Nasir-ol-Molk-Moschee             | Masjid-i Nasir al-Mulk (datiert 1293 A.H. = 1876 A.D.)                                                                                | Schiras; Provinz Fars                     | 13. Jhd. AH = 19. Jhd.                                                 |                    |      |
|                                   | Masjid-i Seyyidd ‘Azizollah | Bazar; Provinz Teheran                    | 13. Jhd. AH = 19. Jhd.                                                 |                    |      |
|                                   | Masjid-i Hajj Rajab-‘Ali | Darkungah; Provinz Teheran                | 13. Jhd. AH = 19. Jhd.                                                 |                    |      |
|                                   | Masjid-i Shaikh ‘Abd al-Husain | Bazar; Provinz Teheran                    | 13. Jhd. AH = 19. Jhd.                                                 |                    |      |
|                                   | Masjid-i Sepahsalar | Teheran; Provinz Teheran                  | 13. Jhd. AH = 19. Jhd.                                                 |                    |      |
| Freitagsmoschee von Surian        | Masjid-i Jame’ | Surian; Provinz Fars                      | 6. Jhd. AH = 12. Jhd.                                                  |                    |      |
| Freitagsmoschee von Qazvin        | Masjid-i Jom’eh | Qazvin; Provinz Qazvin                    | 6. Jhd. AH = 12. Jhd.                                                  |                    |      |
| Nabi-Moschee                      | Masjid-i Shah | Qazvin; Provinz Qazvin                    | 13. Jhd. AH = 19. Jhd.                                                 |                    |      |
|                                   | Husainiyeh Amini | Qazvin; Provinz Qazvin                    | 13. Jhd. AH = 19. Jhd. (Kadscharen-Zeit)                               |                    |      |
| Freitagsmoschee von Kaschan       | Masjid-i Jame’ | Kaschan; Provinz Isfahan                  | 6. Jhd. AH = 12. Jhd. aufwärts                                         |                    |      |
|                                   | Masjid-i Vazir | Kaschan; Provinz Isfahan                  | Safawiden                                                              |                    |      |
| Kaschan-Moschee                   | Masjid-i Maidan | Kaschan; Provinz Isfahan                  | Safawiden                                                              | Foto               |      |
| Malek-Moschee                     | Masjid-i Malik | Kerman; Provinz Kerman                    | 5. Jhd. AH = 11. Jhd. aufwärts                                         | Foto               |      |
|                                   | Masjid-i Haji ‘Ali-Quli Agha | Kerman; Provinz Kerman                    |                                                                        |                    |      |
| Freitagsmoschee von Kerman        | Masjid-i Jame’ | Kerman; Provinz Kerman                    | 6. Jhd. AH = 12. Jhd.                                                  |                    |      |
| Pa-Minar-Moschee                  | Masjid-i Pa-Minar | Kerman; Provinz Kerman                    | 9. Jhd. AH = 15. Jhd.                                                  | Foto               |      |
| Basar-Komplex Gandsch Ali Chan    | Masjid-i Ganj ‘Ali Khan | Kerman; Provinz Kerman                    | Safawiden                                                              |                    |      |
| Freitagsmoschee von Gorgan        | Masjid-i Jom’eh | Gorgan; Provinz Golestan                  | 9. – 12. Jhd. AH = 15. – 18. Jhd.                                      | Foto               |      |
| Freitagsmoschee von Golpayegan    | Masjid-i Jame’ | Golpayegan; Provinz Isfahan               | 6. Jhd. AH = 12. Jhd.                                                  | web                |      |
| Freitagsmoschee von Saravar       | Masjid-i Jame’ | Saravar (Golpayegan); Provinz Isfahan     | Safawiden                                                              |                    |      |
| Freitagsmoschee von Gonbad        | Masjid-i Jame’ | Gonbad; Provinz Razavi-Chorasan           | 7. Jhd. AH = 13. Jhd.                                                  |                    |      |
|                                   | Masjid-i Sar-Kucheh | Nā’in; Provinz Isfahan                    | 4. & 5. Jhd. = 10. & 11. Jhd.                                          |                    |      |
|                                   | Masjid-i Abu Sa’id (The Mihrab of) | Marand; Provinz Ost-Aserbaidschan         | 5. Jhd. AH = 11. Jhd.                                                  |                    |      |
|                                   | Masjid-i Shah | Maschhad; Provinz Razavi-Chorasan         | 9. Jhd. AH = 15. Jhd.                                                  | Foto               |      |
|                                   | Musalla | Maschhad; Provinz Razavi-Chorasan         | Safawiden                                                              |                    |      |
|                                   | Musalla | Toraq – Maschhad; Provinz Razavi-Chorasan | 1. Hälfte des 9. Jhds. AH = 15. Jhd.                                   |                    |      |
|                                   | Masjid-i ‘Alavian | Nā’in; Provinz Isfahan                    | 3. & 4. Jhd. = 9. & 10. Jhd.                                           |                    |      |
|                                   | Masjid-i Baba ‘Abdollah | Nā’in; Provinz Isfahan                    | frühes 8. Jhd. AH = 14. Jhd.                                           | Foto               |      |
| Freitagsmoschee von Natanz        | Masjid-i Jom’eh | Natanz; Provinz Isfahan                   | 8. Jhd. AH = 14. Jhd.                                                  |                    |      |
|                                   | Masjid-i Kucheh-Mir (The Mihrab of)                                                                                                   | Natanz; Provinz Isfahan                   | 8. Jhd. = 14. Jhd.                                                     | Foto               |      |
| Freitagsmoschee von Neyriz        | Masjid-i Jom’eh | Neyriz; Provinz Fars                      | 5. Jhd. = 11. Jhd.                                                     | Foto               |      |
| Freitagsmoschee von Nischapur     | Masjid-i Jom’eh | Nischapur; Provinz Razavi-Chorasan        | 9. Jhd. = 15. Jhd.                                                     |                    |      |
| Freitagsmoschee von Yazd          | Masjid-i Jame’ | Yazd; Provinz Yazd                        | 8. Jhd. AH = 14. Jhd. aufwärts                                         |                    |      |
| Amir-Tschachmagh-Moschee          | Masjid-i Mir-Chakhmaq | Yazd; Provinz Yazd                        | 9. Jhd. AH = 15. Jhd.                                                  | Foto               |      |
| Tekiyeh Amir Tschaqmaq            | Takyeh Mir-Chakhmaq | Yazd; Provinz Yazd                        | Kadscharen                                                             | Foto               |      |
| Freitagsmoschee von Qorveh        | Masjid-i Jame’ | Qorveh; Provinz Kordestān                 | 5. Jhd. AH = 11. Jhd.                                                  |                    |      |
|                                   | Musalla | Yazd; Provinz Yazd                        | 10. Jhd. AH = 16. Jhd.                                                 |                    |      |

### Historische Kirchen
Diese Liste der historischen Kirchen und Klöster stammt aus dem Werk von Meshkati, S. 311.
| Name (deutsch)          | Name (laut Meshkati)      | Ort                                 | Zeit                              | Weblinks | Bild |
| ----------------------- | ------------------------- | ----------------------------------- | --------------------------------- | -------- | ---- |
| Kloster Sankt Stephanos | Church of St. Stepanus    | Dscholfa; Provinz Ost-Aserbaidschan | 8. Jhd. AH = 14. Jhd.             |          |      |
| Kloster Sankt Thaddäus  | Church of Tatavus         | Maku; Provinz West-Aserbaidschan    | 7. & 13. Jhd. AH = 13. & 19. Jhd. |          |      |
|                         | Church of Julfa           | Dschulfa; Provinz Isfahan           | Safawiden                         |          |      |
| Vank-Kathedrale         | Church of Vanek (St. Sur) | Dschulfa; Provinz Isfahan           | Safawiden                         |          |      |

### Historische Paläste
Diese Liste der historischen Paläste stammt aus dem Werk von Meshkati, S. 311 f
| Name (deutsch)          | Name (laut Meshkati)                                         | Ort                                                       | Zeit                               | Weblinks | Bild |
| ----------------------- | ------------------------------------------------------------ | --------------------------------------------------------- | ---------------------------------- | -------- | ---- |
|                         | Darb-Kushk                                                   | Isfahan; Provinz Isfahan                                  | 9. Jhd. = 15. Jhd.                 |          |      |
| Āli Qāpu                | ‘Ali-Qapu & Maidan Shah                                      | Isfahan; Provinz Isfahan                                  | Safawiden                          |          |      |
| Tschehel Sotun          | Chehil-Sotun                                                 | Isfahan; Provinz Isfahan                                  | Safawiden                          |          |      |
|                         | Talar-i Ashraf                                               | Isfahan; Provinz Isfahan                                  | Safawiden                          |          |      |
|                         | Talar-i Taimuri                                              | Isfahan; Provinz Isfahan                                  | Safawiden                          |          |      |
| Hascht-Behescht-Palast  | Hasht-Behesht with its edifices & Khiaban-i Chahr-Bagh       | Isfahan; Provinz Isfahan                                  | Safawiden                          |          |      |
|                         | Portal of ‘Ali-Qapu                                          | Qazvin; Provinz Qazvin                                    | Safawiden                          |          |      |
| Pavillon Tschehel Sotun | Chehil-Sotun (Palace & Park)                                 | Qazvin; Provinz Qazvin                                    | Safawiden                          |          |      |
|                         | Sulaimaniyeh (Present library of the Faculty of Agriculture) | Karadsch; Provinz Alborz                                  | Kadscharen                         |          |      |
|                         | Kakh-i Golestan & the Marmar Palace                          | Teheran; Provinz Teheran                                  | 12. & 13. Jhd. AH = 18. & 19. Jhd. |          |      |
|                         | Two Royal Edifices                                           | Saltanabat-abad; Provinz Teheran                          | 13. Jhd. = 19. Jhd.                |          |      |
| Niavaran-Palastkomplex  | Saheb-qeraniyeh                                              | Niāvarān; Provinz Teheran                                 | 13. Jhd. = 19. Jhd.                |          |      |
|                         | Sorkeh-Hesar Palace                                          | Teheran; Provinz Teheran                                  | 13. Jhd. = 19. Jhd.                |          |      |
| Schloss des Babak       | Qasr-i Jomhur/Babak Khorram-Din                              | Zwischen Ahar und Meshkinshahr; Provinz Ost-Aserbaidschan | 2. Jhd. AH = 8. Jhd.               |          |      |
| Palast von Ardaschir I. | Firuz-abad Palace                                            | Firuzabad; Provinz Fars                                   | Sassaniden                         |          |      |
|                         | Qasr-i Shirin (Ruins)                                        | Qasr-e Schirin; Provinz Kermānschāh                       | Sassaniden                         |          |      |
|                         | Ruins of Sassanian Palace                                    | Sarvestan; Provinz Fars                                   | Sassaniden                         |          |      |
|                         | Ruins of Sassanian Palace                                    | Dārāb; Provinz Fars                                       | Sassaniden                         |          |      |
|                         | Historic buildings of Bagh-i Shah                            | Zwischen Fin und Kaschan; Provinz Isfahan                 | Safawiden                          |          |      |
|                         | Safi-abad Palace                                             | Behschahr; Provinz Māzandarān                             | Safawiden                          |          |      |
|                         | Khorshidi Palace                                             | Zwischen Kalat und Naderi; Provinz Razavi-Chorasan        | 12. Jhd. AH = 18. Jhd.             |          |      |
|                         | Palace & Park of Haft-Tan                                    | Schiras; Provinz Fars                                     | 12. Jhd. AH = 18. Jhd.             |          |      |
| Pars-Museum             | Kushk & Park of Karim Khan Zand (Mausoleum of Khan-i Zand)   | Schiras; Provinz Fars                                     |                                    |          |      |

### Historische Brücken, Bäder (Hamams), Basare, Karawansereien
Diese Liste der historischen Brücken, Bäder (Hamams), Basare und Karawansereien stammt aus dem Werk von Meshkati, S. 312 f.
| Name (deutsch)                       | Name (laut Meshkati)                            | Ort                                       | Zeit                                            | Weblinks                                                | Bild |
| ------------------------------------ | ----------------------------------------------- | ----------------------------------------- | ----------------------------------------------- | ------------------------------------------------------- | ---- |
| Pol-e Dochtar                        | Pol-i Dokhtar (build over the river Qizil-Ozan) | Nahe Mianeh; Provinz Ost-Aserbaidschan    | Mongolen-Zeit                                   |                                                         |      |
| Karawanserei Gaz                     | Caravanserai Gaz                                | Dorf Gaz; Provinz Isfahan                 | Seldschuken                                     | Foto                                                    |      |
| Karawanserei Mahyar                  | Caravanserai Mahyar                             | Dorf Mahyar; Provinz Isfahan              | Safawiden                                       |                                                         |      |
| Pol-e Schahrestan                    | Pol-i Shahrestan                                | Isfahan; Provinz Isfahan                  | Dailamiten                                      | Foto                                                    |      |
| Pol-e Chādschu                       | Pol-i Khaju                                     | Isfahan; Provinz Isfahan                  | 9., 11. und 13. Jhd. AH = 15., 17. und 19. Jhd. |                                                         |      |
|                                      | Poli-i Allah-Verdi Khan                         | Isfahan; Provinz Isfahan                  | 12. Jhd. AH = 18. Jhd.                          |                                                         |      |
| Qeyssarie-Pforte und Qeyssarie-Basar | The Qaisariyeh Palace & Bazar                   | Isfahan; Provinz Isfahan                  | Safawiden                                       |                                                         |      |
| Karawanserei Fat’hiyeh               | Caravanserai Fat’hiyeh                          | Isfahan; Provinz Isfahan                  | Safawiden                                       |                                                         |      |
|                                      | Hammam-i ‘Ali-Quli Agha                         | Isfahan; Provinz Isfahan                  | 12. Jhd. AH = 18. Jhd.                          | Foto                                                    |      |
| Karawanserei Pasangan                | Caravanserai Pasangan                           | Auf dem Highway zwischen Ghom und Kaschan | 13. Jhd. AH = 19. Jhd.                          | Foto                                                    |      |
|                                      | Pol-i Sassani                                   | Dezful; Provinz Chuzestan                 | Sassaniden                                      |                                                         |      |
|                                      | The Arg Gateway (Darvazeh Arg)                  | Semnan; Provinz Semnan                    | Kadscharen                                      | Foto (Memento vom 11. Oktober 2016 im Internet Archive) |      |
|                                      | Pol-i Sassani                                   | Schuschtar; Provinz Chuzestan             | Sassaniden                                      |                                                         |      |
|                                      | Zindan-i Harun                                  | Rey; Provinz Teheran                      | 4. Jhd. AH = 10. Jhd.                           |                                                         |      |
|                                      | Pol-i Sassani                                   | Firuzabad; Provinz Fars                   | Sassaniden                                      |                                                         |      |
|                                      | Darvazeh Qadim-i Tehran                         | Qazvin; Provinz Qazvin                    | Kadscharen                                      |                                                         |      |
| Stadttore von Qazvin                 | Darvazeh Kushk                                  | Qazvin; Provinz Qazvin                    | Kadscharen                                      |                                                         |      |
|                                      | Serai Ganj-‘Ali Khan                            | Kerman; Provinz Kerman                    | Safawiden                                       |                                                         |      |
|                                      | Hammam & Bazar-i Ibrahim Khan                   | Kerman; Provinz Kerman                    | Kadscharen                                      |                                                         |      |
|                                      | Bazar-i Qaisariyeh                              | Lar; Provinz Fars                         | Safawiden                                       |                                                         |      |
|                                      | Pol-i Kashganrud                                | Provinz Lorestan                          | 4. Jhd. AH = 10. Jhd.                           |                                                         |      |
| Karawanserei ‘Ain ol-Raschid         | Caravanserai ‘Ain al-Rashid                     | Waramin; Provinz Teheran                  | Safawiden                                       |                                                         |      |
|                                      | Hammam Vakil                                    | Schiras; Provinz Fars                     | 12. Jhd. AH = 18. Jhd.                          |                                                         |      |
| Vakil-Basar                          | Bazar Vakil                                     | Schiras; Provinz Fars                     | 12. Jhd. AH = 18. Jhd.                          |                                                         |      |
|                                      | Rebat-i Sharaf                                  | Sarakhs; Provinz Razavi-Chorasan          | 6. Jhd. = 12. Jhd.                              |                                                         |      |
|                                      | Qal’eh Zahhaki                                  | Fasa; Provinz Fars                        | prähistorisch & Sassaniden                      |                                                         |      |
|                                      | Ghar-i Karaftu                                  | Afshar; Provinz Kordestān                 | Parther                                         |                                                         |      |
|                                      | Selukid Temple                                  | Nehawand; Provinz Hamadan                 | 2. Jhd. v. Chr.                                 |                                                         |      |
|                                      | Kangawar Temple                                 | Kangavar; Provinz Kermānschāh             | Parther                                         |                                                         |      |
|                                      | Shir-i Sangi                                    | Hamadan; Provinz Hamadan                  | Parther                                         |                                                         |      |
| Gandschnāme                          | The Ganj-nameh Inscription                      | ‘Abbas-abad; Provinz Hamadan              | Achämeniden                                     | Foto                                                    |      |
| Davazdah Cheshmeh                    | Brücke Davazdah Cheshmeh                        | Amol; Provinz Mazandaran                  | Safavi                                          |                                                         |      |

- Notable caravanserais in Iran

### Liste der Ruinenhügel und historischen Stätten
Diese Liste der Tells und historischen Stätten stammt aus dem Werk von Meshkati, S. 285 f.

#### Aserbaidschan (Ost & West)
| Name (deutsch) | Name (laut Meshkati)            | Ort                             | Registrationnr. |
| -------------- | ------------------------------- | ------------------------------- | --------------- |
|                | Tappeh Khalil-Abad              | Shah-Abad; Maku                 | 428             |
|                | Qal’eh Zahhak                   | Railway Station, Lhorasanak     | 436             |
|                | Tappeh Nazlu                    | Nazlu, Rezeiyeh                 | 438             |
|                | Tappeh Lafa                     | Chongaralu Yekan, Rezeiyeh      | 439             |
|                | Tappeh Askar-Abad               | Chongaralu Yekan, Rezeiyeh      | 440             |
|                | Tappeh Bozlu                    | Chongaralu, Yekan, Rezeiyeh     | 441             |
|                | Tappeh Lur Balaju               | Nazlu, Rezaiyeh                 | 442             |
|                | Tappeh Kurdlar                  | District of Barkeshlu, Rezaiyeh | 443             |
|                | Tappeh Balu                     | Nazlu, Rezaiyeh                 | 444             |
|                | Tappeh Lulham                   | Nazlu, Rezaiyeh                 | 445             |
|                | Tappeh Nakhjevan (Kajlar)       |                                 | 446             |
|                | Shaikh Tappeh                   | Barkeshlu, Rezaiyeh             | 447             |
|                | Goy Tappeh Barkeshlu            | Rezaiyeh                        | 425             |
|                | Tappeh Sa’atlu                  | Nazlu Rezaiyeh                  | 448             |
|                | Tappeh Angeneh                  | Nazlu Rezaiyeh                  | 449             |
|                | Tappeh Dizeh-Takeh              | Baranduz, Rezaiyeh              | 450             |
|                | Tappeh Buzveh                   | Baranduz, Rezaiyeh              | 451             |
|                | Tappeh Rabat                    | Baranduz, Rezaiyeh              | 452             |
|                | Tappeh Hongervan                | Baranduz, Rezaiyeh              | 453             |
|                | Tappeh Segar                    | Targavar, Rezaiyeh              | 454             |
|                | Tappeh Sabzali                  | Baranduz, Rezaiyeh              | 455             |
|                | Tappeh Toppoz-Abad              | Baranduz, Rezaiyeh              | 456             |
|                | Tappeh Bayat                    | Baranduz, Rezaiyeh              | 457             |
|                | Tappeh Balanj (Tappeh Laili)    | Baranduz, Rezaiyeh              | 458             |
|                | Tappeh Turkaman (Tappeh Tarian) | Baranduz, Rezaiyeh              | 459             |
|                | Tappeh Sumbatan                 | Baranduz, Rezaiyeh              | 460             |
|                | Tappeh Sargi                    | Baranduz, Rezaiyeh              | 461             |
|                | Tappeh Khan-Baba                | Doval, Rezaiyeh                 | 462             |
|                | Qal’eh Kharabeh                 | Doval, Rezaiyeh                 | 463             |
|                | Tappeh Shaitan-Abad             | Doval, Rezaiyeh                 | 464             |
|                | Tappeh Semarnu                  | Doval, Rezaiyeh                 | 465             |
|                | Tappeh Qila’                    | Doval, Rezaiyeh                 | 466             |
|                | Gerd Molla Ahmead               | Ushnuyeh, Rezaiyeh              | 467             |
|                | Tappeh Suja                     | Ushnuyeh, Rezaiyeh              | 468             |
|                | Gerd Kura                       | Ushnuyeh, Rezaiyeh              | 469             |
|                | Gerd Chuka                      | Ushnuyeh, Rezaiyeh              | 470             |
|                | Gerd Hasanali Banu              | Ushnuyeh, Rezaiyeh              | 471             |
|                | Gerd Hasan-Abad                 | Ushnuyeh, Rezaiyeh              | 472             |
|                | Gerd Kanduneh (Qurn)            | Ushnuyeh, Rezaiyeh              | 473             |
|                | Tappeh Muza (Gerd Muza)         | Ushnuyeh, Rezaiyeh              | 474             |
|                | Gerd Dinkhah                    | Ushnuyeh, Rezaiyeh              | 475             |
|                | Gerd Dalikhi Arkhi              | District of Nagdeh              | 476             |
|                | Gerd Kopak                      | District of Nagdeh              | 477             |
|                | Gerd Qal’alar                   | District of Nagdeh              | 478             |
|                | Gerd Mir-Abad                   | District of Nagdeh              | 479             |
|                | Tappeh Mamlu                    | District of Nagdeh              | 480             |
|                | Tappeh Muhammad Shah            | District of Nagdeh              | 481             |
|                | Shah Husaini Tappeh             | District of Nagdeh              | 482             |
|                | Tappeh Nizam-Abad               | District of Nagdeh              | 483             |
|                | Tappeh Zhar-Abad                | Targavar, Rezaieh               | 484             |
|                | Tappeh Hasanlu                  | Sulduz, Nagdeh                  | 485             |
|                | Tappeh Slalan (Saralan)         | Baranduz, Rezaiyeh              | 486             |

#### Belutschistan, Sistan und Makran
| Name (deutsch) | Name (laut Meshkati) | Ort                                                           | Registrationnr. |
| -------------- | --- | ------------------------------------------------------------- | --------------- |
|                | The ruins of the town Bibi-Dust, comprising: Qal’eh Ashkanian; Cemetery                                                                                      | Ruins of the old town, 17 km North-east of Zabol              | 536             |
|                | Zahidan (ruins of) or Ancient Zahidan | district of Posht-i Ab-i Zabol                                | 537             |
|                | Qal’eh Taimur | South-west of ancient Zahedan                                 | 538             |
|                | Tappeh Shahrestan | 27 km From Zabol, District of Shahr                           | 539             |
|                | Kuh-i Khajeh | 27 km from Zabol, District of Shahr                           | 540             |
|                | Qal’eh Sâr | Village of Shahkuh, district of Shib-Ab                       | 541             |
|                | Shahr-i Sukhteh | 67 km from the Zabol-Zahedan Road                             | 542             |
|                | Neighboring tappehs of Shahr-i Sukhteh | 67 km from the Zabol-Zahedan Road                             | 543             |
|                | The tappehs (mounds) located between Tasuki and Tappeh Talib Khan, comprising the Tasuki tappehs, Tappeh Doqulu, a Sassanid palace and several other tappehs | 90 km from Zabol – Zahedan road                               | 544             |
|                | Tappeh Ruhabak | 4 km from the Saravan-Jaloq road                              | 545             |
|                | Tappeh Kalatak | 11 km from the Saravan-Jaloq road                             | 546             |
|                | Tappeh Mahtab Khazaneh | 123 km from the west of Saravan                               | 547             |
|                | The Gasht cemetery | 69 km from the Saravan-Khash Road                             | 548             |
|                | Tappeh Kalatak Bakhshan | 2 km from Saravan                                             | 549             |
|                | Tappeh Mil-Maru | southern parts of Saravan                                     | 550             |
|                | Tappeh Kaleh Bozad | south of the Sib Pulan Road, south of Saravan                 | 551             |
|                | Tappeh Qal’eh Mulla | south of the Sib Pulan Road, south of Saravan                 | 552             |
|                | Tappeh Pir Kahurth | south of the Sib Pulan Road, south of Saravan                 | 553             |
|                | Tappeh Pir Kahurd | south of the Sib Pulan Road, south of Saravan                 | 554             |
|                | Qal’eh Tis | 9 km west of Chah Bahar                                       | 555             |
|                | Tappeh Dombigan | 500 metres to the south of Qasr-Qand District                 | 556             |
|                | Tappeh Siabun | 3 km to the north of Qasr-i Qand                              | 557             |
|                | Ja-Dokhtaran | South of Nikhshahr District, 159 Kms. from Chah Bahar         | 558             |
|                | Qal’eh Bambur | 500 metres to the north of Bambur, near the Agricultural Park | 559             |

#### Chuzestan
| Name (deutsch) | Name (laut Meshkati) | Ort                               | Registrationnr. |
| -------------- | -------------------- | --------------------------------- | --------------- |
| Tschogha Misch | Tappeh Chogha Mish   | 36 km to the south-east of Dezful | 487             |

#### Kordestan
| Name (deutsch) | Name (laut Meshkati) | Ort            | Registrationnr. |
| -------------- | -------------------- | -------------- | --------------- |
|                | Qal’eh Kohneh        | Bijar – Garrus | 420             |
|                | Two Historic Tappeh  | Marivan        | 427             |

#### Mazandaran
| Name (deutsch) | Name (laut Meshkati) | Ort                      | Registrationnr. |
| -------------- | -------------------- | ------------------------ | --------------- |
| Kelār-Tappeh   | Tappeh Kalar         | Kelārdascht bei Tschalus | 489             |

### Zentralprovinz

#### Saveh
| Name (deutsch) | Name (laut Meshkati)       | Ort                 | Registrationnr. |
| -------------- | -------------------------- | ------------------- | --------------- |
|                | The ancient Tappeh of Aveh | South-East of Saveh | 437             |

#### Kerman
| Name (deutsch) | Name (laut Meshkati)                    | Ort                                 | Registrationnr. |
| -------------- | --------------------------------------- | ----------------------------------- | --------------- |
|                | Tappeh Iblis (oder Tepe Iblis)          | Sirjan Ali-Abad Village; Bardsir    | 490             |
|                | Tall-i Ali-Abad                         | Sirjan Ali-Abad Village; Bardasir   | 492             |
|                | Tall-i Ali-Abad Sar Band                | Ali-Abad Village; Bardasir          | 493             |
|                | Tappeh or Tall-i Shileh Gorgi Sirjan    | Najaf-Abad Village; Bardasir        | 494             |
|                | Tappeh or Tall-i Dashtgar               | Sirjan; Bardsir                     | 495             |
|                | Tappeh Maghu (Moghu)                    | Rafsanjan                           | 496             |
|                | Dezh Maimand Cemetery                   | Shahr Babak                         | 497             |
|                | Qal’eh Qahqaheh                         | Ravar; Kerman                       | 498             |
|                | Tall-i Vaziri Ravar                     | Kerman                              | 499             |
|                | Tall-i Qal’eh                           | Mahan; Langar village               | 500             |
|                | Kelang Ye-Lengi or Tappeh Makhrubeh     | Mahan; Langar village               | 501             |
|                | Qal’eh Kohneh                           | Shahdad                             | 502             |
|                | Kilang Behjard (Shahr Daqyanus)         | Jiroft; Behjard village             | 503             |
|                | Qal’eh Kohneh                           | Jiroft; Kerman                      | 504             |
|                | Tam Sirni (Tappeh Sardani)              | Jiroft; Kerman                      | 505             |
|                | Tam Gaban (Tappeh Gavan)                | Jiroft; Kerman                      | 506             |
|                | Tam Vakil Aqa (Tappeh Vakil Aqa)        | Jiroft; Kerman                      | 507             |
|                | Tam Abbas-Abad (Tappeh Abbas-Abad)      | Jiroft; Kerman                      | 508             |
|                | Two Tappehs Kanar Sandal (Tappeh Darja) | Jiroft; Sandal village              | 509 & 510       |
|                | Tappeh Anbar-Abad                       | Jiroft; Sandal village              | 511             |
|                | Tappeh Ibrahim-Abad                     | Jiroft; Husain-Abad village         | 512             |
|                | Tappeh Qal’eh Kuchik                    | Jiroft; Husain-Abad village         | 513             |
|                | Tappeh Kharak                           | Jiroft; Rudbar                      | 514             |
|                | Kanar Tappeh                            | Jiroft; Miyandeh                    | 515             |
|                | Tappeh Dâvari                           | Jiroft; Husain-Abad                 | 516             |
|                | Tappeh Nur-Abad                         | Jiroft; Husain-Abad                 | 517             |
|                | Tappeh Kam Sorkh                        | Jiroft; Rudbar                      | 518             |
|                | Qal’eh Dokhtar and Qal’eh Kerman        | Ardashir, both well-known in Kerman | 524             |
|                | Qal’eh Rayin; district of Rayin         | Kerman                              | 520             |
|                | Tappeh Hazar-Mardi                      | Jiroft; Muzaffar-Abad village       | 521             |
|                | Tappeh Pahan                            | Jiroft; Mukhtar-Abad Village        | 522             |
|                | Tall-i Kushk                            | Baft; Bâbar Village                 | 523             |
|                | Tall-i Shileh                           | Sirjan; Bardsir                     | 533             |

#### Kermanschah
| Name (deutsch) | Name (laut Meshkati)             | Ort      | Registrationnr. |
| -------------- | -------------------------------- | -------- | --------------- |
| Godin Tepe     | Gaudin Tappeh (Tappeh Imamzadeh) | Kangavar | 488             |

## Unsortiert
- Arg-e Bam / Bam; Provinz Kerman Foto
- Spiegelhaus Mofacham, Bodschnurd, Nord-Chorasan